# نموذج الرشح (في التربة)
نموذج الرشح  (بالإنجليزية: Leaching model)‏ هو نموذج هيدرولوجي والذي من خلاله يتم قياس ووصف الرشح مع مياه الري المذاب فيها مواد وعلى وجه الخصوص الملح، اعتمادا على النظام الهيدرولوجي وخصائص التربة.
وهذا النموذج قد يصف العملية (1) في الوقت المناسب (2) وحسب وظيفتها من كمية المياه.
وغاليا مايتم القيام بعملية زراعة|الترشيح لاستصلاح التربة المالحة أو للحفاظ على محتوى ملح|الملح في تربة الري  وجميع مياه الري تحتوي على أملاح.

## منحنيات الرشح
[[ملف:saltleaching.jpg|thumb||250px|شكل 1. الدراسة التجريبية في بيرو
ان عملية الرشح في التربة المالحة التي تم استصلاحها موضحة في منحنيات الرشح شكل رقم 1، والمستمدة من البيانات من Chacupe من الدراسة التجريبية في بيرو. ويظهر ملوحة التربة من حيث كهرباء|التوصيل الكهربائي كحل للتربة فيما يتعلق بالقيمة الأولية بوصفها لكمية المياه الراشحة من خلال التربة. والجدير بالذكر بأن عملية الرشح تتم بسرعة في التربة العلوية. اما بالنسبة للتربة في الأعماق فإنها تزداد ملوحة في البداية بسبب ترشح الأملاح من التربة أعلى ولكنها لاتلبث ان تتناقص وقت لاحق.

## كفاءة عملية الرشح

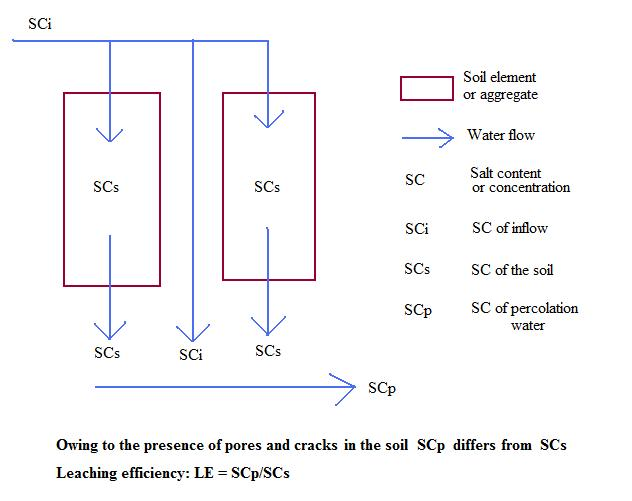
شكل 2. مبادئ كفاءة الرشح

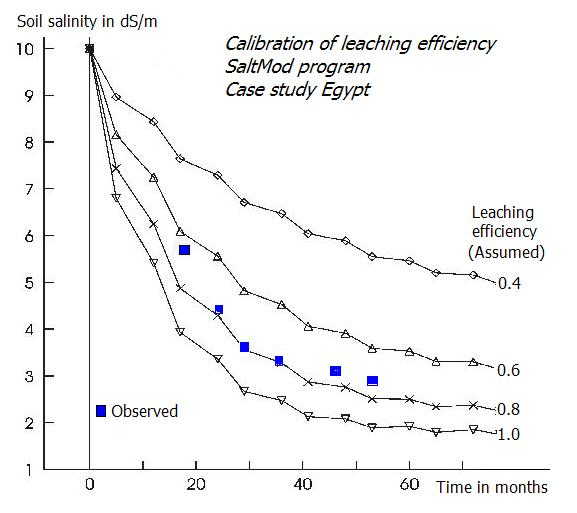
شكل 3. منحنى كفاءة الرشح

نظرا لعدم انتظام توزيع ملح|الملح في التربة أو عدم انتظامه في بنية التربة (الشكل 2)، فإن كفاءة عملية زراعة|الرشح تكون متفاوت.
من الصعب إعادة واستصلاح التربة ذات كفاءة الرشح المنخفضة. فعلى سبيل المثال في دلتا نهر التاجة، البرتغال، كفاءة الترشيح من التربة الطينية الكثيفة منخفضة جدا تصل إلى 0,10 حتي 0,15. ولذلك لم يكن من السهل  استخدام التربة للزراعة المكثفة، ولذلك تستخدم هذه التربة الآن كمراعي للثيران.
بينما التربة الطينية في دلتا النيل، مصر، من ناحية أخرى لديها كفاءة رشح أكثر من 0,7 حتي 0,8. في الشكل 2، تظهر منحنيات كفاءة الترشيح المختلفة، كما اوضح نموذج الترشيح [ SaltMod] مع بيانات المنطقة التجريبية Mashtul. ان القيمة الملحوظة من ملوحة التربة تتوافق بشكل أفضل مع مستو رشح يصل إلى 0,75. وهذا الرقم يوضح معيار قياس كفاءة الرشح والمعلمة التي من الصعب قياسها بطريقة مباشرة.

## متطلبات عملية الرشح
متطابات عملية الرشح كالتالي:
- أن تكون كمية المياه المطلوبة لجعل ملوحة التربة ذات القيمة العالية ذات قيمة مقبولة وفقا لتحمل الملوحة للمحاصيل. من الشكل 1 نرى أن المطلوب 800 ملم من المياه (أو m3/ha 8000) لجعل ملوحة التربة تصل إلى 60 ٪ من قيمتها الأصلية في طبقات التربة على عمق 40 حتي 60 سم. عندما الملوحة يجب أن تكون أقل من 60 ٪، استقراء منحنى الرشح، يكون عندها من الضروري استخدام معادلة الرشح (أنظر أدناه) أو نموذج الرشح مثل SaltMod للحصول على تقدير موثوق لمتطلبات الترشيح الإضافية.
- أن المستوى السنوي من مياه الرشح (أي كمية اضافية من مياه الري أعلى من استخدام المحاصيل الاستهلاكية) المطلوبة للحفاظ على توازن مقبول من الملح في التربة وفقا لتحمل الملوحة للمحاصيل. النسبة

فلوريدا == الايثيلين / م ع د، حيث الايثيلين = كمية المياه المطلوبة الترشيح، ومعدل العائد الداخلي == كمية مياه الري، وهذ يسمى جزء الرشح، [1] انظر أيضا أدناه.

## معادلة الرشح
ان الطرف النازل من منحنيات الترشيح، كما في الشكل 3، يمكن وصفها في معادلة الرشح ادناه [1] :
Ct = Ci + (Co - Ci) exp (-EL.T.Qf/Ws
)
حيث ان C == تعني تركيز الملح، و Ct = تركيز الملح C في التربة في الوقت t، Co = تركيز الملح في التربة في ذلك الوقت يعادل صفر، Ci = تركيز الملح في مياه الري، EL = كفاءة الرشح، Qp = متوسط متوسط الترشيح من خلال التربة، Ws == المياه المخزنة في التربة في مجال التشبع.

## نسبة الرشح
للحفاظ على توازن مقبول من الملح في التربة وفقا لقدرة المحاصيل على تحمل الملح التي يمكن زراعتها، يجب أن يكون جزء الرشح على الأقل:
- FL = Ci/Cs

كفاءة الرشح = تركيز الملح في مياه الري/ تركيز الملح المقبولة من رطوبة التربة في قدرت الحقل وفقا لقدرة المحاصل التي يمكن زراعتها على تحمل الملح.